# Thure Sundberg
Thure Sundberg, född 25 december 1880 i Norrköping, död 8 november 1952 i Lidingö, var en svensk kemist och hygieniker.
Thure Sundberg var son till disponenten i Norrköpings mineralvattenaktiebolag Johan Elis Sundberg. Han utexaminerades från Tekniska elementarskolan i Norrköping 1898 och från Tekniska högskolans avdelning för kemi och kemisk teknologi 1903. Efter praktik vid Königliche Prüfungsanstalt für Wasserversorgung i Berlin 1904 var han disponent vid Norrköpings mineralvatten AB 1905–1907, ingenjör hos dikningslagskommittén 1907–1909, biträdande kemist vid Stockholms hälsovårdsnämnds kemiska laboratorium 1910–1929 och föreståndare för detta laboratorium 1929–1941. Sundberg, som 1912 studerade vid livsmedelslaboratorier i Tyskland, Schweiz och Frankrike, var 1916 lärare i varukunskap vid Schartaus handelsinstitut i Stockholm och från 1919 docent i livsmedelskemi vid Tekniska högskolan, där han även var speciallärare i teknisk hygien 1929–1931 och i vattenkemi och livsmedelskemi 1931–1943. Åren 1916–1922 hade han uppdrag som sakkunnig hos livsmedelslagstiftningskommittén. Han publicerade ett flertal skrifter i vatten- och livsmedelskemi, däribland Beziehung zwischen Zuckergehalt, Chlorgehalt und Serumrefraktion der Milch (1933) och Vattnets beskaffenhet i Mälaren och Saltsjön vid Stockholm (1941). Han utgav Om livsmedelskontroll (1913), Under vinskördetid i Frankrike och vid Douro och Mosel (1922) samt Korrespondenskurs i livsmedelskemi (1943). Sundberg är begravd på Lidingö kyrkogård.